# Deville (Ardennes)
Deville ist eine französische Gemeinde mit 1.044 Einwohnern (Stand: 1. Januar 2022) im Département Ardennes in der Region Grand Est; sie gehört zum Arrondissement Charleville-Mézières und zum Kanton Bogny-sur-Meuse.

## Geographie
Deville liegt nahe der Grenze zu Belgien an der Maas (frz.: Meuse) in den Ardennen im 2011 gegründeten Regionalen Naturpark Ardennen. Umgeben wird Deville von den Nachbargemeinden Laifour im Norden, Monthermé im Osten, Sécheval im Süden und Südwesten sowie Les Mazures im Westen und Nordwesten.

## Geschichte
Im Mai des Jahres 1033 traf sich hier der römisch-deutsche Kaiser Konrad II. mit dem französischen König Heinrich I. und schloss mit ihm ein Bündnis gegen Odo II. von Blois in der Auseinandersetzung um die Erbfolge im Königreich Burgund.

## Bevölkerungsentwicklung
| Jahr                       | 1962 | 1968 | 1975 | 1982 | 1990 | 1999 | 2006 | 2019 |
| -------------------------- | ---- | ---- | ---- | ---- | ---- | ---- | ---- | ---- |
| Einwohner                  | 1910 | 1838 | 1773 | 1493 | 1301 | 1218 | 1178 | 1041 |
| Quellen: Cassini und INSEE |      |      |      |      |      |      |      |      |

## Sehenswürdigkeiten

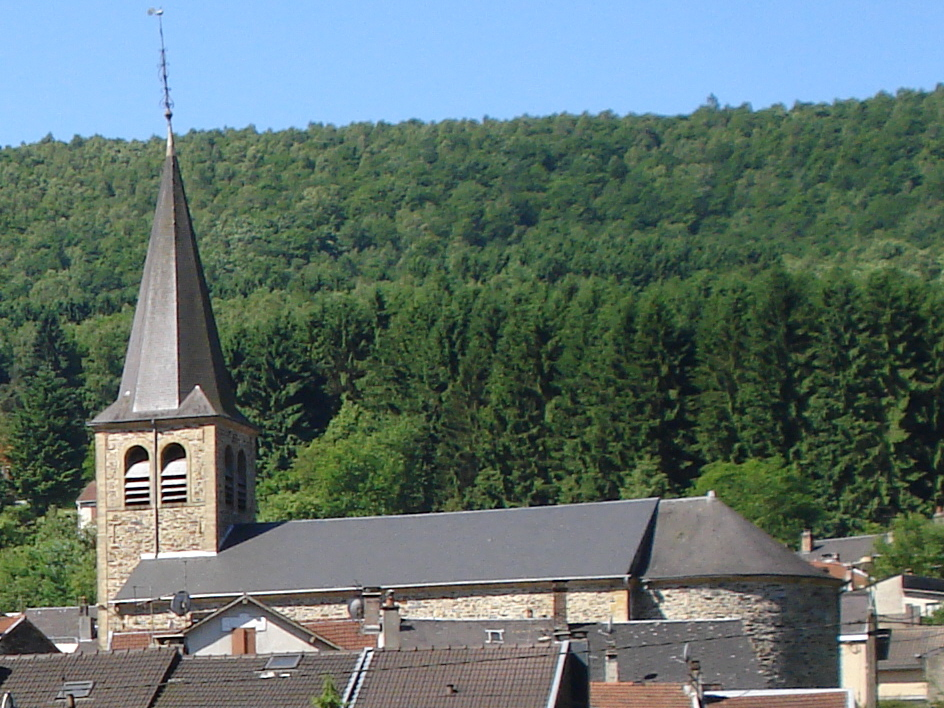
Kirche Saint-Maurice

- Kirche Saint-Maurice